# 河野広中

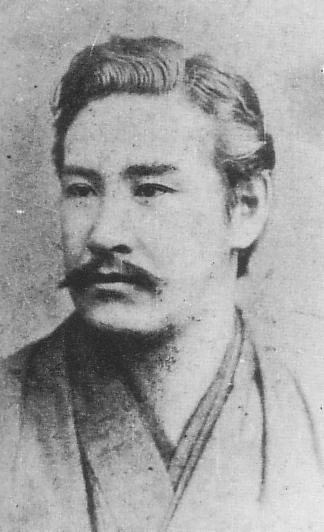
河野広中

河野 広中（こうの ひろなか、1849年8月24日（嘉永2年7月7日） - 1923年（大正12年）12月29日）は、日本の武士（三春藩士）、政治家。第11代衆議院議長。磐州と号した。福島県庁前に「河野磐州翁」の銅像が立っている。

## 生涯

### 生い立ち
嘉永2年7月7日（1849年8月24日）、陸奥国三春藩郷士・河野広可と妻・リヨ子の三男として生まれる。生誕時に大吉と名付けられた。河野家は呉服商・酒造業・魚問屋などを手広く営んでいたが、幼くして父を亡くした。12歳になり二本松の商家に修業に出されたものの、2年ほどで無断で店を辞めて帰郷した。その後、川前紫渓に陽明学や兵学を学び、川前から「広中」の名を授けられたという。18歳のときに尊皇攘夷論の要諦を述べた『神風当節録』という本に感化を受け、さらに水戸藩内の抗争に敗れて三春藩へ逃れてきた野口友太郎らとの交流を通じて次第に尊王攘夷論を唱えるようになった。

### 決死の覚悟で会見
戊辰戦争にあたっては、三春藩は当初、奥羽越列藩同盟に加担していたが、尊皇を奉じる河野らはこれに反対。兄・河野広胖らと共に明治政府への帰順を思案し、美正貫一郎の仲介を経て東山道総督府軍先鋒の参謀であった板垣退助に決死の覚悟で会見。三春藩の帰順が認められた。その後、自らは土佐藩・断金隊に郷士として合流し、二本松藩攻略や会津戦争に参加した。

### 自由民権運動への参加
明治維新後は、地元で若松県権少属、戸長、区長などを歴任した。明治6年（1873年）2月には磐前県大四大区小14区（のちの福島県常葉町・現田村市）副戸長に任命されたが、この頃ジョン・スチュアート・ミルの『自由乃理』（中村正直の訳）を読み、自由民権運動に開眼。同年10月に戸長に昇格すると、河野は区会や町村会といった「民会」を興し、一種の代議制を採用した。
明治8年（1875年）に石川（のちの福島県石川町）の区長に転じた河野は地方官会議を傍聴するために上京。最も興味を持っていた地方民会案は議事が完了しないまま閉幕となったが自由民権運動への契機となった。郷里に戻ると、福島県石川町で石陽社を設立し、東北地方の自由民権運動のさきがけとなった。明治10年（1877年）、西南戦争が勃発すると、高知に板垣退助を訪ね、国会開設運動の母体として愛国社の再結成を協議した。帰郷後、三春に三師社を結成（明治11年）し、同時に福島県で民会規則の起草、県会開会の準備にあたるとともに、学塾正道館を創設（明治14年）して多くの自由民権活動家を育てた。
民会規則の公布や県議会発足のため県六等属に任命され、明治11年（1878年）6月に福島県民会が無事閉会すると、福島県庁に辞表を提出して東北地方での民権運動や国会開設運動に力を注ぐことになる。明治12年（1879年）、大阪で開かれた第3回愛国社大会に参加。明治13年（1880年）4月の第4回愛国社大会では国会開設を政府に訴えることを決議し、片岡健吉とともに、全国から集まった8万7,000名余りの署名を代表して太政官と元老院に国会開設の請願を提出したが、却下される。
明治14年（1881年）2月に県議会の半数改選の選挙で当選したが、これは河野の支持者が本人の承諾なしに選挙活動を進めたもので、本人は議員になる意思はなかったものの説得を受けて承諾した。そして4月の県議会では初当選者ながら県議会議長となった。同年10月自由党が結成されると、同党の福島支部を創設したが、政治結社の支部設立が禁止されていたため名目上解散して「無名館」として活動した。
明治15年（1882年）に福島県令・三島通庸の圧政に対して福島事件（喜多方事件）がおきる。河野は、同志の田母野秀顕らと藩閥専制政府に対抗する連判状を取り交わしていたため、内乱陰謀の容疑で12月に検挙され、明治16年（1883年）に高等法院において軽禁獄7年の刑を宣告された。明治22年（1889年）の大日本帝国憲法発布に伴う恩赦によって出獄を許された。帰郷後は政治への復帰は考えていなかったとされるが、支持者は政治復帰を求め、被選資格を付与するために土地の一部を提供し合った。その後、後藤象二郎の自由民権派を糾合する大同団結運動に参加し、大同倶楽部結成に参画する。

### 衆議院議員時代
明治23年（1890年）第1回衆議院議員総選挙に出馬、初当選を飾る。以後、大正9年（1920年）の第14回衆議院議員総選挙まで連続当選した。政界に復帰すると星亨や松田正久らと自由党を再結成。第四議会では、院内総理として自由党を指導し、予算をめぐり、第2次伊藤博文内閣と対立した。しかし、日清戦争後の議会の経過から、河野は藩閥を政党に同化させて二大政党制を築くべきと考えるようになり、次第に伊藤内閣とは協調路線をとるようになった。そのため党内で星亨や竹内綱ら土佐派と対立するようになった。その後、河野の思案通りに自由党と伊藤内閣の提携が実現したが、明治30年（1897年）2月に突然と「退党主意書」を送り自由党を脱党し、これにより自由党の分裂が引き起こされた。
明治31年（1898年）6月、自由党と立憲改進党の後身である進歩党の合同に尽力、憲政党の結成を見た。しかし、すぐに憲政党は分裂し河野は古巣の旧自由党系憲政党ではなく、大隈重信ら旧改進党系の憲政本党結成に参加した。その後も、藩閥政府を批判し普通選挙運動と対露強硬外交を主張した。
明治36年（1903年）、第11代衆議院議長に選ばれたが、12月の第19議会開院式で、対露強硬派の立場から勅語奉答文で、桂内閣弾劾を朗読し、政府はこれに反発し衆議院解散に至った（奉答文事件）。明治38年（1905年）、ポーツマス条約に反対し、9月に日比谷公園で講和条約反対を目的に開かれた国民大会の議長として日比谷焼打事件を扇動する。のちに建築家、新宿末廣亭席亭となる当時14歳の北村銀太郎は、四谷で暴徒を扇動する姿を目撃している。
事件ののち兇徒聚衆罪に問われたが、明治39年（1906年）に無罪判決が出された。
明治42年（1909年）には、アジア主義団体「亜細亜義会」に犬養毅、頭山満らと共に設立発起人として参加。このあとは、反立憲政友会陣営の雄として、衆議院小会派をいくつか渡り歩いた後、立憲国民党の結成に参加。次いで桂新党運動に参加・立憲同志会を結成。さらに憲政会に所属した。大正4年（1915年）第2次大隈重信内閣の農商務大臣に就任したが、入閣は恩恵的な意味合いがあったともいわれる。
以後、特に普通選挙制導入を訴え続け、大正8年（1919年）2月には東京駅前の中央亭で300人ほど集め「選挙法中納税資格撤廃同士大会」の座長となりデモ行進を行った。翌3月には福島市でで普通選挙大会を開催し、6月には上野公園で野外大演説会を開催するなど亡くなるまで普通選挙大会に顔を出した。
大正12年（1923年）12月29日、肝臓癌のため74歳にて死去。墓は東京都文京区大塚の護国寺にある。

## 栄典
位階
- 1915年（大正4年）1月11日 - 正四位[8]
- 1923年（大正12年）12月30日 - 従三位[9]

勲章等
- 1914年（大正3年）6月18日 - 勲三等瑞宝章[10]
- 1915年（大正4年）11月10日 - 大礼記念章[11]
- 1916年（大正5年）7月14日 - 勲一等旭日大綬章[12]